# Сайдлу (Урмія)
Сайдлу (перс. سعیدلو‎) — село в Ірані, входить до складу дехестану Південний Назлуй у Центральному бахші шахрестану Урмія провінції Західний Азербайджан.